# Obdulia Ebole
Obdulia Ébole (Montevideo, 4 de agosto de 1918-Montevideo, 28 de septiembre de 1990) fue una docente e investigadora uruguaya destacada del área de la salud. Consagró su vida a la formación de recursos humanos de calidad para la salud.

## Biografía
Fue una mujer de fuerte personalidad y de gran intelecto, la Dra. Ébole  fue una docente generosa a la hora de transmitir sus conocimientos e investigaciones, ya que los  brindaba con pasión y entusiasmo. Ayudaba a sus estudiantes ya que los impulsaba a razonar e investigar. Consideraba que la higiene y la medicina preventiva como disciplina que tenía que estar en la formación de un médico desde un principio de su educación. Su máxima frase era “ Lo que oigo lo olvido; lo que leo lo recuerdo; lo que hago lo sé”.
Falleció el 28 de septiembre de 1990 en Montevideo, Uruguay debido a una insuficiencia respiratoria.

## Trayectoria
Desde los 19 años comenzó su carrera como docente y más tarde se dedicó a la Higiene. Dedicó su juventud a la docencia trabajando primero en el sector de la enseñanza privaday luego en el sector de enseñanza pública.
Se graduó de la Facultad de Medicina de Montevideo en 1949, realizó actividad docente en la Clínica de Enfermedades Infectocontagiosas. En 1952 realizó el Curso de Especialista en Salubridad de la Universidad de Chile. En 1958 recibió el título de Especialista en Educación para la Salud en California, Estados Unidos. 
Desde 1941 estuvo en diversos cargos en el Ministerio de Salud Pública, desde Practicante Externo, Practicante Interno y finalmente Director Interino del Centro de Salud de Fray Bentos, Río Negro en 1951.  
En el Centro de Asistencia del Sindicato Médico del Uruguay que ingresó como practicante de zona en 1943 hasta 1949; luego Médico de Zona exclusiva, desde 1949 hasta 1958, cuando renunció a su cargo fue para dedicarse a tiempo completo a la Universidad de la República, convirtiéndose en la primera mujer en dedicar en tiempo completo a la enseñanza y investigación en la Universidad de medicina.   
Se dedicó a la tarea universitaria en la Oficina Universitaria de Salud en la Facultad de Medicina de la Universidad de la República, y también en la Cátedra de Higiene y Medicina Preventiva en donde estuvo por más de treinta años y paso por diversos puestos. Uno de esos cargos fue la obtención de la titularidad como Profesora Directora, desempeñó este cargo desde diciembre de 1967 hasta febrero de 1974 en el que fue destituida por la dictadura militar. Al obtener la  titularidad de la Cátedra de Higiene y Medicina Preventiva, en marzo de 1967 dio un discurso donde se puede apreciar su compromiso con la educación: “1. Desde la época de estudiante de Preparatorios, sentimos marcada inclinación por la docencia y posteriormente por la Higiene. Al cabo de treinta años hemos recorrido todos los pasos de la especialización y ocupado los cargos que en el orden jerárquico ofrece la Facultad de Medicina hasta llegar al de Profesor Adjunto. Fuimos Profesora de Higiene en Enseñanza Secundaria, en la Escuela de Nurses Dr. Carlos Nery, en la Universidad del Trabajo, en la Escuela Universitaria de Enfermería, en la Escuela de Servicio Social del Ministerio de Salud Pública [luego instituto dependiente del Ministerio de Instrucción Pública y Previsión Social], en la Escuela de Servicio Social de la Universidad, y en el momento actual en la Escuela de Colaboradores del Médico [hoy denominada Escuela de Tecnología Médica] y Profesor Adjunto en la Facultad de Medicina. Participamos desde 1949 en casi todos los cursos en relación con la disciplina dictados por la Facultad de Medicina y por el MSP, así como en el estudio de problemas sanitarios dentro y fuera de la Universidad. Realizamos tres cursos de Especialización en el extranjero. En todas las oportunidades que concurrimos a otros países, visitamos las Escuelas de Medicina y los Departamentos y Cátedras de Medicina Preventiva, en busca de nuevas orientaciones para realizar mejor la enseñanza e investigación en el país. Somos conscientes de que al regreso de cada nueva experiencia, volcamos con la generosidad que corresponde, lo mejor de ella para nuestra Facultad. Todo ello impone en mi fuero íntimo el planteo de esta aspiración, con un cabal conocimiento de mis limitaciones y su balance estricto en relación con la responsabilidad que el cargo implica. 2. La Universidad ha sido altamente generosa en mi formación, no sólo brindándome oportunidades de estudio en el país y en el extranjero, sino también proporcionándome excepcionales oportunidades de trabajo, lo que entiendo, ha redundado en mi experiencia actual. Toda esta preparación ha significado un esfuerzo frente al cual me siento comprometida. Nuestro pensamiento sobre la enseñanza de la Higiene y la Medicina Preventiva no surge de la meditación de estos momentos, sino que es el fruto de cerca de veinte años de trabajo continuo con estudiantes de Medicina y luego de experimentos docentes realizados con la misma técnica que las investigaciones de laboratorio, expresado repetidamente en las Asambleas del Claustro, llevado al IX Congreso Médico Social Panamericano de Lima y corroborado en el último Congreso Mundial de Enseñanza de la Medicina. La Higiene y la Medicina Preventiva, es una disciplina básica, que tiene que integrar la formación del médico desde los albores de su educación y no una entelequia informativa de fin de curso. La educación en Medicina Preventiva debe realizarse por medio de una enseñanza activa, con experiencias planeadas de acuerdo a la realidad del medio y junto a las materias básicas y clínicas. Debe enseñarse con la misma realidad que se espera que aplique el médico en el ejercicio de su profesión.”
En 1985 fue reincorporada a su puesto profesional en el cargo de Directora de la Cátedra de Higiene y medicina Preventiva, hasta que se tuvo que renunciar a  su cargo por el cese por límite de edad. En ese mismo año por su destacada vida profesional se le otorgó el título de Profesora Emérita de la Facultad de Medicina. Integró una comisión de planeamiento de la salud , guiando a grupos de jóvenes médicos.
También se desempeñó como investigadora y coordinadora del equipo de salud en el Centro Latinoamericano de Economía Humana (CLAEH), desde 1982 a 1987, aunque su relación con el centro venía de desde sus orígenes.  venía casi desde los orígenes del Centro.
Ébole organizó eventos y realizó investigaciones médico sociales de trascendencia internacional. Fue una profesora de grado 5 de su especialidad lo que le permitió la formación de un equipo humano de valor.

## Conclusiones de la educación
Visitó numerosas Escuelas de Medicina en el exterior, en el continente y la región, observando el modo de  enseñanza de la Medicina en general y particularmente  en su especialidad  la Medicina Preventiva y la Salud Pública, Algunas de estas escuelas fueron: en Chile la Facultad de Medicina de la Universidad de Chile, en la Escuela de Medicina de la Universidad de Concepción, en Estados Unidos de América visitó las Escuelas de Medicina de Puerto Rico (1957), Chapel Hill  (1958), San Francisco (1958), Denver, Colorado (1958), Salt Lake City, Utah (1958); en Venezuela, la Escuela de Medicina de Caracas (1965); en Colombia la Escuela de Medicina de la Universidad del Valle , la Universidad Santiago de Cali, 1965 y la de Facultad de Medicina de la Universidad de Antioquía, Medellín (1965).
De todas las visitas a las universidades, Ébole adquirió valiosas experiencias y creó importantes vínculos. En particular, al retornar  de su gira de Estados Unidos, luego de visitar las Escuelas de Medicina y de Salud Pública, elaboró un detallado informe en las que se pueden destacar las siguientes conclusiones: “Considero que el sector más importante para comenzar el trabajo de educación en salud, es la Facultad de Medicina. Las razones que me hacen pensar así son: 
1. La gran ascendencia del médico en la comunidad. 
2. La necesidad de realizar un programa efectivo de Medicina Preventiva, se está haciendo sentir cada día con mayor intensidad. 
3. La influencia de la conducta del hombre sobre el control de las distintas enfermedades, ya es de conocimiento de todos los médicos. 
4. Se están realizando en el país diversos programas de Medicina Preventiva, sin personal suficientemente preparado por nuestra Facultad en este campo y mucho menos en el de la educación sanitaria.”
Después de estas conclusiones trazó un plan general, con objetivos a corto y largo plazo para poder cumplirlos y lograr revertir esa situación.

## Publicaciones
Ébole publicó el libro Elementos de higiene y medicina preventiva como autora junto con Gloria Ruocco y Ricardo Nitosso.

## Homenajes
La Cámara de Representantes de Uruguay le rindió homenaje en la secesión del 3 de octubre de 1990